# Ferrovia Ascoli Piceno-San Benedetto del Tronto
La ferrovia Ascoli Piceno-San Benedetto del Tronto è una linea ferroviaria italiana di interesse regionale che collega la città Ascoli Piceno con Porto d'Ascoli e con la ferrovia Adriatica. Tale infrastruttura avrebbe dovuto far parte, secondo i progetti iniziali, di un collegamento molto più esteso denominato Ferrovia Salaria il quale non venne mai realizzato.

## Storia
Inserita tra le linee di seconda categoria dalla Legge 29 luglio 1879, n. 5002, la linea fu aperta all'esercizio il 1º maggio 1886.
Nelle intenzioni originarie, la linea avrebbe dovuto rappresentare il primo tronco della cosiddetta Ferrovia Salaria che, percorrendo le valli del Tronto e Velino e servendo gli abitati di Acquasanta Terme, Arquata del Tronto, Amatrice e Antrodoco avrebbe dovuto raggiungere Rieti e Roma.
La ferrovia apparteneva alla Rete Adriatica e venne esercita dalla Società Italiana per le strade ferrate meridionali, fino alla statalizzazione delle ferrovie italiane avvenuta nel 1905, che comportò la cessione dell'esercizio alle Ferrovie dello Stato (FS).
Nel 1907, per far fronte alle necessità di economia imposte dallo scarso traffico registrato fin dall'inizio, fu sperimentato l'utilizzo di automotrici a vapore, pur con risultati deludenti. In seguito, nel 1936, la trazione a vapore fu sostituita grazie all'immissione in servizio di automotrici termiche; in quel periodo venne inaugurata anche la nuova fermata di Maltignano.
A partire dal 1938 l'esercizio ferroviario fu affiancato e in parte sostituito da autoservizi paralleli, inizialmente gestiti dall'Istituto Nazionale Trasporti.
Danneggiata dalla seconda guerra mondiale in modo non grave, la linea fu riattivata per gradi fra il 1945 ed il 1948, anno nel quale l'orario prevedeva 6 coppie di omnibus di sola terza classe.
Inizialmente inserita in un elenco di rami secchi redatto dal Ministero dei Trasporti italiano nel 1985, l'anno successivo fu attuata una parziale modifica d'orario e il servizio ferroviario venne mantenuto. Di lì a poco, nel 1989, fu inaugurata una nuova fermata a San Filippo.
Nel 2001, con la costituzione di Rete Ferroviaria Italiana, quest'ultima società divenne il gestore della linea.
Il 1º giugno 2009 la Giunta regionale delle Marche approvò lo schema di accordo di programma con la Provincia di Ascoli e RFI per lo stanziamento dei fondi destinati ad elettrificare la linea; i relativi lavori iniziarono il 15 luglio 2011 per un costo di circa 11 milioni di euro.
Il 11 giugno 2011 fu inaugurata una nuova fermata in località Villa San Pio X, a Spinetoli, già operativa dal 14 dicembre 2010.
Il 9 giugno 2013, contestualmente all'entrata in vigore dell'orario estivo, ebbe inizio l'esercizio a trazione elettrica, già attivato formalmente il 29 aprile.
Il 10 maggio 2015 vennero aperte all'esercizio due nuove fermate nei pressi di Monsampolo del Tronto e di Colli del Tronto. Contestualmente la fermata già in uso di Monsampolo del Tronto venne soppressa.

## Caratteristiche
La linea è una ferrovia a binario semplice e elettrificato in corrente continua a 3000 volt. Il tronco San Benedetto del Tronto-Porto d'Ascoli, in comune alla ferrovia Adriatica, è a doppio binario banalizzato. La gestione di entrambe le infrastrutture è affidata a Rete Ferroviaria Italiana.
È munita di Sistema Controllo Marcia Treno, di Controllo Centralizzato del Traffico (Ascoli Piceno-Porto d'Ascoli) e di Sistema di Comando e Controllo (Porto d'Ascoli-San Benedetto del Tronto).
Esercita dal Dirigente Centrale Operativo con sede a Bari Lamasinata, fa uso dei regimi di circolazione Blocco Conta Assi (Ascoli Piceno-Porto d'Ascoli) e Blocco Automatico a Correnti Codificate (Porto d'Ascoli-San Benedetto del Tronto) consentendo velocità massime comprese tra 75 e 115 km/h (rango C) nel tratto tra Ascoli Piceno e Porto d'Ascoli e di 180 km/h (rango P) tra quest'ultima e San Benedetto del Tronto.

### Percorso
|  | Unknown route-map component "exLCONTg" |

|  | Unknown route-map component "KBHFxa" |

|  | Stop on track |

|  | Stop on track |

|  | Small arched bridge over water |

|  | Unknown route-map component "HSTeBHF" |

|  | Small bridge over water |

|  | Small arched bridge over water |

|  | Station on track |

|  | Small arched bridge over water |

|  | Stop on track |

|  | Stop on track |

|  | Stop on track |

|  | Small arched bridge over water |

|  | Unknown route-map component "eHST" |

|  | Stop on track |

|  | Stop on track |

|  | Unknown route-map component "SKRZ-Au" |

| Unknown route-map component "CONTgq" | Unknown route-map component "ABZg+r" |

|  | Station on track |

| 4+784   |
| 293+273 |

|  | Station on track |

|  | Continuation forward |

Fin dall'inizio, il chilometro 0 della progressiva della linea fu posto a San Benedetto del Tronto, giacché la linea Adriatica, prima del raddoppio del binario, viaggiava verso sud in affiancamento rispetto a quella di Ascoli fino a Porto d'Ascoli.
Da tale località la ferrovia piega verso l'interno imboccando la valle del fiume Tronto, di cui si mantiene sulla sponda idrografica sinistra, e servendo in successione le località di Monteprandone (località Centobuchi), ove dal 2003 era presente il raccordo Marconi, Monsampolo del Tronto, Spinetoli e Colli del Tronto, fino a raggiungere la stazione di Offida-Castel di Lama (località Villa Sant'Antonio).
Quest'ultima località rappresentava il capolinea della tranvia elettrica di Offida, attiva dal 1926 al 1952 e realizzata per raggiungere l'omonima cittadina dalla stazione, risultando la località di Castel di Lama piuttosto decentrata. Sempre in zona erano presenti diversi raccordi, fra cui, attivato anch'esso nel 2003, quello per l'Autoporto del Piceno.
Poco oltre la linea oltrepassa il fiume e, lambiti i paesi di Maltignano (la cui zona industriale era anch'essa raccordata alla linea) e Folignano, giunge infine al capolinea di Ascoli Piceno, la cui stazione, sebbene di testa, possiede sul piazzale un fabbricato viaggiatori a testimonianza dell'originario progetto della Ferrovia Salaria e un'autostazione per i collegamenti su gomma sia urbani che extraurbani. Dalla stessa avevano origine alcuni raccordi industriali, fra cui quello con il locale impianto della SGL Carbon.
La linea presenta una lunghezza complessiva di 32,582 km, con pendenze comprese tra il 5 e il 14‰ nel tratto compreso tra San Benedetto del Tronto e Offida-Castel di Lama, raggiungendo successivamente una pendenza massima del 18,65‰ tra quest'ultima e Ascoli Piceno.
I raggi di curvatura sono superiori ai 400 metri, ad eccezione di una sola curva di raggio 300 m.
Le principali opere d'arte, oltre al citato ponte sul fiume Tronto, sono gli analoghi manufatti di scavalcamento dei torrenti Fiobbo, Lama, Chifente e Marino.

## Traffico
I treni regionali, svolti da Trenitalia nell'ambito del contratto di servizio stipulato con la Regione Marche, collegano la città di Ascoli Piceno a San Benedetto del Tronto e ad Ancona con corse effettuate circa ogni ora.
L'attivazione della trazione elettrica ha coinciso con l'eliminazione degli ultimi raccordi, alcuni dei quali allora recenti, che ha di fatto sancito la soppressione del traffico merci sulla linea. Tale iniziativa ha subìto critiche, in conseguenza del fatto che proprio l'assenza della trazione elettrica era stata fino ad allora indicata quale concausa per il mancato rilancio di questo tipo di traffici.